# Гусинка (Польща)
Гусинка (Гусінка, пол. Husinka) — село в Польщі, у гміні Біла Підляська Більського повіту Люблінського воєводства. Населення — 116 осіб (2011).

## Історія
За даними етнографічної експедиції 1869—1870 років під керівництвом Павла Чубинського, у селі переважно проживали греко-католики, які розмовляли українською мовою.
У 1943 році в селі мешкало 3 українці та 383 поляки.
У 1975—1998 роках село належало до Білопідляського воєводства.

## Демографія
Демографічна структура станом на 31 березня 2011 року:
|          | Загалом | Допрацездатний вік | Працездатний вік | Постпрацездатний вік |
| -------- | ------- | ------------------ | ---------------- | -------------------- |
| Чоловіки | 57      | 11                 | 38               | 8                    |
| Жінки    | 59      | 11                 | 32               | 16                   |
| Разом    | 116     | 22                 | 70               | 24                   |